# Supergrup de la monazita
El supergrup de la monazita és un grup de minerals que va ser establert per l'Associació Mineralògica Internacional en el mes de juny de 2025.
El supergrup està format pel grup de la monazita i per dues espècies més que pertanyen a l'esmentat grup: la crocoïta, un cromat, i la huttonita, un silicat. El grup de la monazita està format, al seu torn, per sis minerals fosfats i tres arsenats.
| Espècie        | Fórmula    |
| -------------- | ---------- |
| Cheralita      | CaTh(PO₄)₂ |
| Crocoïta       | Pb(CrO₄)   |
| Gasparita-(Ce) | Ce(AsO₄)   |
| Gasparita-(La) | La(AsO₄)   |
| Huttonita      | ThSiO₄     |
| Monazita-(Ce)  | Ce(PO₄)    |
| Monazita-(Gd)  | Gd(PO₄)    |
| Monazita-(La)  | La(PO₄)    |
| Monazita-(Nd)  | Nd(PO₄)    |
| Monazita-(Sm)  | Sm(PO₄)    |
| Rooseveltita   | Bi(AsO₄)   |